# Шведская Вест-Индская компания

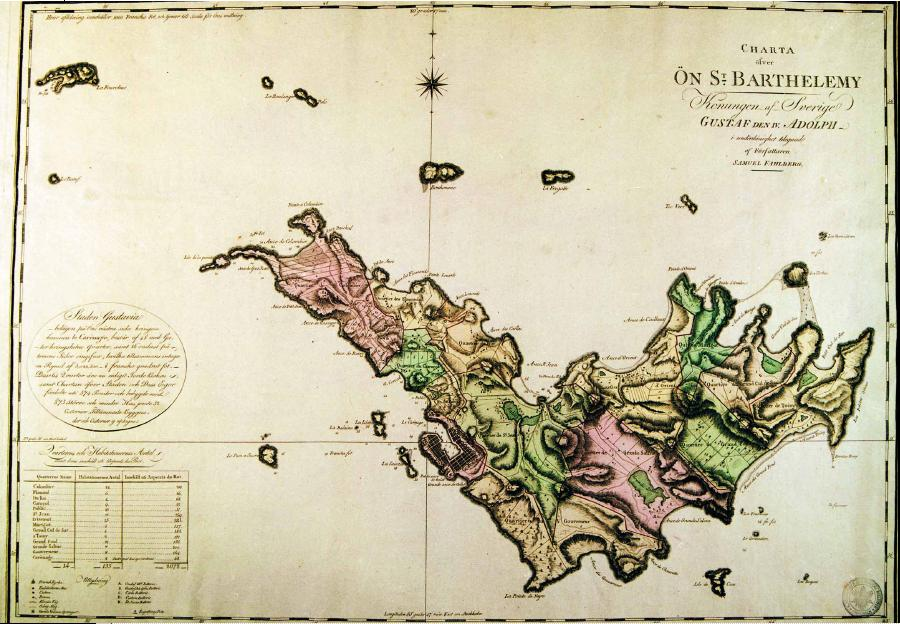
Остров Сен-Бартельми в конце XVIII — начале XIX в.

Шведская Вест-Индская компания (швед. Svenska Västindiska kompaniet) — торговая компания, образованная в Швеции в 1786 году для торговли с Вест-Индией.
В течение XVIII века шведское правительство время от времени задумывалось над вопросом открытия прямой торговли с Вест-Индией, но поскольку колониальные державы не позволяли заходить иностранным судам в порты своих колоний, то эти планы оставались лишь на бумаге.
В декабре 1745 года торговый дом «Абрахам и Якоб Арведсон и компания» добился привилегии на право осуществления подобной торговли, однако испанский посланник в Стокгольме заявил столь резкий протест, что фирма была вынуждена отказаться от неё. Коммерц-коллегия намеревалась передать привилегию другим торговцам, но те не выказали к этому никакого желания.
Во время войны американских штатов за независимость было разрешено торговать в четырёх вест-индских портах, и король даровал всем шведским кораблям, приходящим оттуда с товарами некоторые таможенные послабления.
После того, как Швеция приобрела в 1784 году у Франции остров Сен-Бартельми, зародилась надежда на оживление вест-индской торговли. 30 августа 1784 года статс-секретарь Лильенкранц предложил риксроду создать компанию для ведения торговли с новой колонией, и 31 октября 1786 года новообразованная Вест-Индская компания получила привилегию на 15 лет, начиная с 1 января 1787 года. Оной компании разрешалось вести торговлю с Сен-Бартельми, а также с другими островами Вест-Индии и Северной Америкой.
Согласно привилегии директора компании назначались королём. Необходимый капитал должен был быть собран путём подписки на акции. Компания получила право фрахтовать то количество судов, которое ей было необходимо. Отплывающие корабли должны были выходить либо из Гётеборга, либо из Стокгольма, где располагалась главная контора компании. Там же с них разгружался привезённый груз.
Директора получили право издавать указания относительно торговли, а также назначать и увольнять высших и низших служащих. Товары, перевозимые внутри государства для отправки за границу, освобождались от всех сухопутных пошлин, те же, что с той же целью ввозились из-за границы — от морских. Привезённые из Вест-Индии товары должны были продаваться на публичных аукционах.
Компания получила право собирать на острове Сен-Бартельми налоги, а также таможенные, портовые и прочие пошлины. Одновременно на компанию была возложена обязанность по улучшению порта и выплате жалования чиновникам и служащим. Однако содержание губернатора и гарнизона государство оставило за собой, в связи с чем изымало четверть доходов компании, полученных оной из упомянутых источников.
Король воспользовался своим правом назначать директоров компании лишь частично и 25 января 1787 года назначил одним из них статс-секретаря Кута. Остальные же члены дирекции были избраны пайщиками, в число которых входил и кронпринц.
Акционерный капитал компании достиг 80 420 риксдалеров. Однако её торговля шла не столь успешно, как ожидалось. Успеху первой экспедиции помешала начавшаяся в 1788 году русско-шведская война. В дальнейшем предприятию мешал запрет на ввоз в страну некоторых видов товаров, в том числе кофе. Кроме того, часть обещанных привилегий, например, право сборов налогов с соляных промыслов, так и не были предоставлены компании.
Всё это в совокупности привело к тому, что за семь лет (1794) чистая прибыль компании составила лишь 6527 риксдалеров. Это привело компанию к необходимости обратиться к государству за помощью. Созданный в связи с этим комитет предложил понизить для неё таможенные пошлины, однако это не привело к желаемому результату. Так называемый совет острова Сен-Бартельми в 1801 году сообщил, что компания за этот год получила с острова прибыль в 180 915 пиастров.
Во время Французской революции воды Карибского бассейна стали весьма небезопасны, и несколько кораблей компании сделались добычей каперов. В 1801 году англичане захватили Сен-Бартельми, однако в 1802 году вновь вернули его шведам.
В 1801 году, когда истёк срок действия привилегии, компания всё же добилась её продления, но через несколько лет она была аннулирована, о чём было объявлено 22 мая 1805 года.